# Oblast' di Kurgan
L'oblast' di Kurgan (in russo Курга́нская о́бласть?, Kurgánskaja óblastʾ) è un'oblast' della Russia sita nella parte sud del bassopiano della Siberia occidentale. Confina con il Kazakistan ed è interessata dal bacino del fiume Tobol e dei suoi affluenti.
L'ambiente prevalente è quello della steppa, freddissimo in inverno, caldo in estate e poco piovoso.

## Economia
La popolazione è dedita all'allevamento dei cavalli, all'agricoltura (cereali) e all'industria (alimentari, conciaria, farmaceutiche e dell'abbigliamento).

## Geografia antropica

### Città principali
La capitale è Kurgan (345 700 abitanti) sul fiume Tobol, lungo la ferrovia Transiberiana dotata dell'unico aeroporto della provincia. Altre città importanti sono Šadrinsk, Petuchovo, Šumicha, Kurtamyš, Katajsk, Dalmatovo.

### Suddivisioni amministrative

#### Rajon
La oblast' di Kurgan comprende 24 rajon (fra parentesi il capoluogo; sono indicati con un asterisco i capoluoghi non direttamente dipendenti dal rajon ma posti sotto la giurisdizione della oblast'):
- Al'menevskij (Al'menevo)
- Belozerskij (Belozerskoe)
- Častoozërskij (Častoozer'e)
- Celinnyj (Celinnoe)
- Dalmatovskij (Dalmatovo)
- Jurgamyšskij (Jurgamyš)
- Kargapol'skij (Kargapol'e)
- Katajskij (Katajsk)
- Ketovskij (Ketovo)
- Kurtamyšskij (Kurtamyš)
- Lebjaž'evskij (Lebjaž'e)
- Makušinskij (Makušino)

- Miškinskij (Miškino)
- Mokrousovskij (Mokrousovo)
- Petuchovskij (Petuchovo)
- Polovinskij (Polovinnoe)
- Pritobol'nyj (Gljadjanskoe)
- Šadrinskij (Šadrinsk*)
- Safakulevskij (Safakulevo)
- Šatrovskij (Šatrovo)
- Ščučanskij (Ščuč'e)
- Šumichinskij (Šumicha)
- Vargašinskij (Vargaši)
- Zverinogolovskij (Zverinogolovskoe)

#### Città
I centri abitati della oblast' che hanno lo status di città (gorod) sono 9 (in grassetto le città sotto la diretta giurisdizione della oblast', che costituiscono una divisione amministrativa di secondo livello):
- Dalmatovo
- Katajsk
- Kurgan
- Kurtamyš
- Makušino

- Petuchovo
- Šadrinsk
- Ščuč'e
- Šumicha

#### Insediamenti di tipo urbano
I centri urbani con status di insediamento di tipo urbano sono 6 (in grassetto gli insediamenti di tipo urbano sotto la diretta giurisdizione della oblast', che costituiscono una divisione amministrativa di secondo livello):
- Jurgamyš
- Kargapol'e
- Krasnyj Oktjabr'
- Lebjaž'e
- Miškino
- Vargaši